# Grb Portugala
Grb Portugala službeno je usvojen 30. lipnja 1911. godine, zajedno s republikanskom zastavom.

## Povijest i značenje
Portugalski grb rezultat je gotovo tisućugodišnjeg mijenjanja. Počelo je s plavim križem na srebrnoj podlozi Henrija Burgundskog, dodavani su i oduzimani pojedini elementi, što je konačno dovršeno u kompleksnom heraldičkom rješenju usvojenom 1911. godine. Dvije trake nose boje portugalske zastave: crvenu i zelenu.

### Mali štitovi i bizantinci
Poslije službenog priznanja Kraljevine Portugal kao neovisne zemlje 1143. godine, srebrni bizantinci (bizantski kovani novac) su dodati na burgundsku zastavu kao simbol prava monarha da kuje novac kao vladar suverene države. Tijekom vremena i zbog velikog dinamizma srednjovjekovne heraldike, vjeruje se da je štit izgubio određene elemente i izgubio oblik križa. U ovakvom obliku ga je kralj Sančo I. nasljedio od oca, Afonsa Enkriesa, bez križa i s pet malih štitova na mjestu gdje su stajali bizantinci. Kasnije, broj srebrnih bizantinaca na svakom malom štitu smanjio je s 11 na 5 kralj Sebastijan I. Suvremena objašnjenja ih tumače kao rane Isusa Krista, ali je ovo vrlo malo vjerojatno.

### Zamkovi
Tijekom vladavine Afonsa III. dodata je crvena ivica sa zlatnim zamkovima. Broj zamkova variro je između 8 i 12. Afonso IV. od Portugala broj je odredio na 12, a Sebastijan I. konačno fiksirao na 7. Pretpostavlja se da predstavljaju mavarske zamkove koje je Portugal osvojio tijekom Rekonkviste. Podrijetlo im je vjerojatno kastiljansko, ali za razliku od španjolskih zamkova koji su obično plavi i s otvorenim kapijama portugalski su zlatni i sa zatvorenim kapijama.

### Armiljarna sfera
Značajan element portugalske heraldike od 15. stoljeća, armiljarna sfera je mnogo puta korištena na zastavama Portugala, uglavnom u Brazilu. Sfera je bila navigacijski instrument korišten za računjanje udaljenosti i simbolizira portugalski značaj tijekom vremena velikih zemljopisnih otkrića, kao i veličinu portugalskog kolonijalnog carstva u vrijeme nastanka Prve Republike.
Iako se obično smatra republikanskim i heraldičkim elementom za razliku od monarhističke krune na plavo-bijeloj zastavi neke monarhije, poput Ujedinjenog Kraljevstva Portugala, Algarve i Brazila, već su prikazivale armiljarne sfere.